# Sibestia nana
Sibestia nana (лат.) — ископаемый вид крылатых насекомых, единственный в составе монотипического рода Sibestia из семейства Sylvabestiidae (Cnemidolestodea). Пермский период (Kaltan, Mitina Formation, Roadian, около 270 млн лет). Россия, Кемеровская область (53,6° с. ш., 87,3° в. д.).

## Описание
Мелкие насекомые. Длина переднего крыла около 5,5 мм. От близких видов отличается особенностями жилкования крыльев. Передний край переднего крыла слабо выпуклый. Костальное поле уже субкостального поля у середины крыла; RS сливается с MA; дистальные ветви достигают края крыла. Основание M сливается с CuA. CuA двухветвистая, передняя ветвь прямая. Вид был впервые описан по отпечаткам в 2018 году российским палеоэнтомологом Даниил Аристов (Палеонтологический институт РАН, Москва, Россия). Среди сестринских таксонов: Aiban, Cerasopterum, Elmopterum, Ivkinus, Kazanalicula, Kityakia, Micropermula, Neprotembia, Votyak, Sojanopermula, Sylvabestia, Tshepanichoptera, Vokhmia.